# Jonathan Strange & Mr Norrell
Jonathan Strange & Mr Norrell er den første roman af den britiske forfatter Susanna Clarke. Romanen foregår i en alternativ verden i det 19. århundredes England i tiden omkring Napoleonskrigene, og er det baseret på den forudsætning, at magi engang eksisterede i England og er vendt tilbage gennem Gilbert Norrell og Jonathan Strange. Bogen centrerer omkring forholdet mellem disse to mænd, og undersøger karakteren af "engelskhed" og grænsen mellem fornuft og vanvid. Den er blevet beskrevet som en fantasy roman, en alternativ historie, og en historisk roman.
Historien trækker på forskellige romantisk litterære traditioner, såsom komedie, den gotiske fortælling, og en byronsk helt. Romanens sprog er en pastiche af det 19. århundrede skriftlige stilarter, som brugt af Jane Austen og Charles Dickens. Clarke beskriver det overnaturlige med verdslige detaljer. Hun supplerer teksten med næsten 200 fodnoter, der skitserer en baggrundshistorie og et fiktivt korpus af magiske studier.
Clarke begyndte at skrive Jonathan Strange & Mr Norrell i 1993; ti år senere indgav hun manuskriptet til offentliggørelse. Det blev accepteret af Bloomsbury Publishing og udgivet i september 2004, med illustrationer af Portia Rosenberg. Bloomsbury var så sikker på sin succes, at de trykte 250.000 hardcover eksemplarer. Romanen blev godt modtaget af kritikerne og lå nummer tre på New York Times bestsellerliste. Det var nomineret til Man Booker Prize i 2004 og vandt i 2005 en Hugo Award for bedste roman.